# Abraham Vandenhoeck
Abraham Vandenhoeck (L'Aja, 1700 – Gottinga, 1750) è stato un tipografo e editore olandese naturalizzato tedesco.

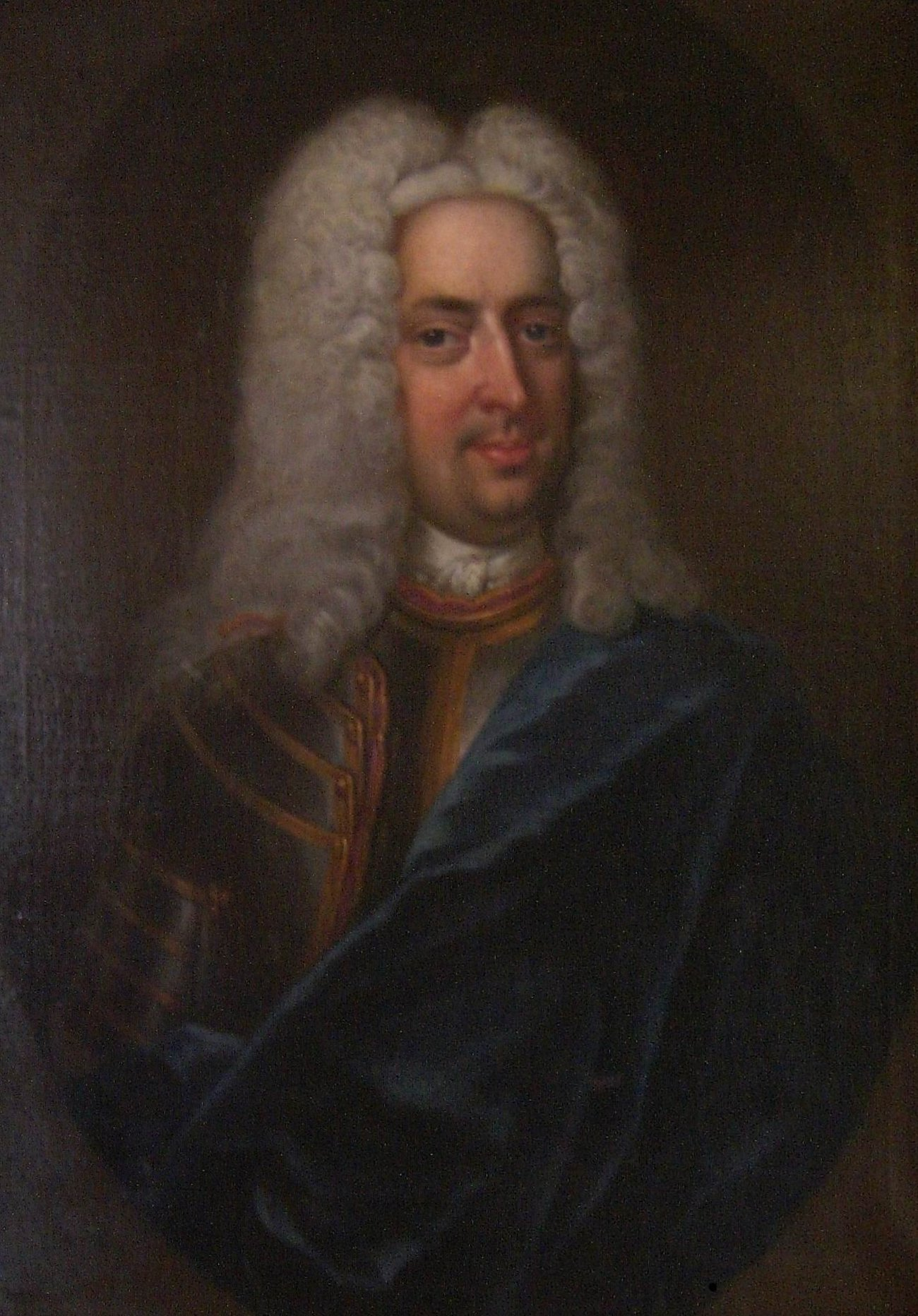
Münchhausen chiamò Vandenhoeck a Gottinga.

Bibliofilo ed estimatore dei romanzi, nel 1735 fondò la casa editrice Göttingen Vandenhoeck, odierna Vandenhoeck & Ruprecht.

## Biografia
A circa vent'anni, aprì una libreria-tipografia a Londra che nel 1732 ampliò con una seconda filiale ad Amburgo. Tre anni più tardi, fu chiamato a Gottinga, dove fondò la casa editrice che porta il suo nome.
La sua storia si intreccia a quella dell'Università di Gottinga. L'audizione pubblica del 14 ottobre 1734 aveva evidenziato l'inadeguatezza della tipografia comunale, che non era più capace di soddisfare le esigenze del nascente ateneo pubblico. Le trattative con vari stampatori della zona non ebbero successo. Il 24 dicembre, il ministro dell'Elettorato di Hannover e primo rettore dell’università Gerlach Adolph von Münchhausen, delegò il problema allo storico e giurista Georg Christian Gebauer (1690-1773), anch'egli docente e futuro rettore di Gottinga.
I figli d'arte di Gutenberg erano considerati i migliori stampatori ancora a quell'epoca. Münchhausen si era già attivato per scrivere ad Amburg: «se conoscessero un uomo di nome Abraham van Hoeck, che era uno stampatore o un contabile e che aveva pubblicato la [raccolta di] poesie Sapphûs graece et latine l'anno prima». La risposta fu la seguente: «non dovrebbe trattarsi di uno stampatore di libri, ma di un libraio, che ha portato con sé un tipografo dall'Inghilterra... ha 34 anni e mangia veramente molto male».
Una volta rintracciato, Vandenhoeck ricevette il rimborso delle spese di viaggio per Gottinga, dove il 13 febbraio 1735 ottenne il privilegio legale di tipografo-commerciante universitario. Il tipografo aveva negoziato i suoi servigi a caro prezzo tanto che Münchhausen scrisse a Gottinga: «nel frattempo, le condizioni che pratichiamo a van den Hoeck devono essere tenute nascoste in modo che non siano rese note e che altre persone siano indotte a chiedere lo stesso contratto».
Vandenhoeck portò due macchine da stampa a Gottinga e nel 1740 iniziò a lavorare con tre tipografi e due stampatori. Secondo un inventario di beni del 1744, all'epoca possedeva un totale di 80 casse per lettere maiuscole e minuscole, degne di un'attività solidamente avviata del XVIII secolo.
Una lettere dell'orientalista Johann David Michaelis indirizzata a Münchhausen alla fine del 1749 affermava: «ritengo che Vandenhoeck investirà ulteriormente, perché la libreria e l'accesso al credito sono notevolmente migliorati. Se ha i suoi principias e un debole per le traduzioni e i romanzi quando seleziona i titoli da pubblicare, questo è un bene per l'università. Le preferenze di un contabile non possono essere cambiate in nessuno modo». Attratto dalla prospettiva di lauti guadagni, Vandenhoeck ampliò il suo ventaglio editoriale alla stampa di romanzi, preferendoli ai testi scientifici.
Iniziò così a pubblicare gli scritti di Johann Matthias Gesner, Albrecht von Haller e di Johann Andreas von Segner, stringendo un forte rapporto letterario col secondo. La pubblicistica di Haller, svizzero del protestantesimo riformato al pari di Vandenhoeck, divenne preponderante sul totale di titoli a catalogo, che l'editore fu accusato di lavorare esclusivamente per il suo amico.
Alla morte di Vandenhoeck, sopraggiunta ai primi di agosto del 1750, la casa editrice era gestita dalla sua vedova Anna, nata Perry (24 maggio 1709, Londra; † 6 marzo 1787, Gottinga). Con il subentro aziendale di Carl Friedrich Günther Ruprecht (6 gennaio 1730, Gottinga; † 7 maggio 1816, Schleusingen) la Göttingen Vandenhoeck si sviluppò fino a essere uno dei più importanti editori scientifici tedeschi del XVIII secolo.